# Kalex

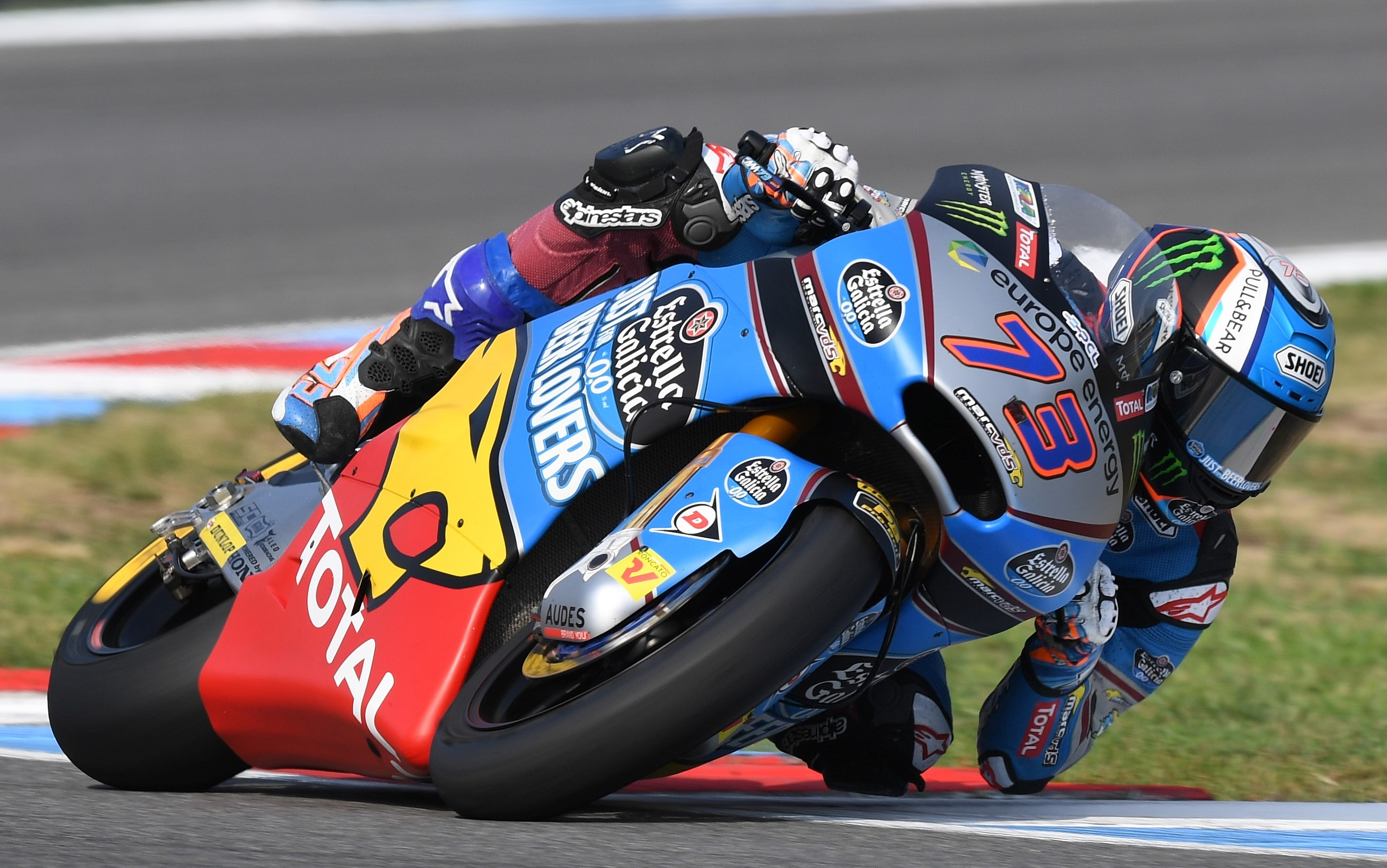
Álex Márquez op de Kalex Moto2 in 2018

Kalex, voluit Kalex engineering GmbH is een Duitse onderneming uit Bobingen, die gespecialiseerd is in het ontwerpen, ontwikkelen en maken van high tech-producten voor de motorsport. Het bedrijf is opgericht in 2008 en is sinds het seizoen 2010 als team actief in de Moto2-klasse en van 2012 tot 2014 ook in de Moto3-klasse van het Wereldkampioenschap wegrace  voor motorfietsen. In de Moto2 haalde het bedrijfsteam meerdere titels.
De naam Kalex komt voort uit de voornamen van de oprichters, Klaus Hirsekorn en Alex Baumgärtel.

## Resultaten

### Wereldkampioenschap

#### Coureurs
Johann Zarco (2)
- Wereldkampioen in de Moto2-klasse: 2015, 2016

 Stefan Bradl (1)
- Wereldkampioen in de Moto2-klasse: 2011

 Pol Espargaró (1)
- Wereldkampioen in de Moto2-klaskse: 2013

 Esteve Rabat (1)
- Wereldkampioen in de Moto2-klasse: 2014

 Franco Morbidelli (1)
- Wereldkampioen in de Moto2-klasse: 2017

 Francesco Bagnaia (1)
- Wereldkampioen in de Moto2-klasse: 2018

 Álex Márquez (1)
- Wereldkampioen in de Moto2-klasse: 2019

 Enea Bastianini (1)
- Wereldkampioen in de Moto2-klasse: 2020

 Remy Gardner (1)
- Wereldkampioen in de Moto2-klasse: 2021

#### Constructeurstitel
- Wereldkampioenschap van constructeurs in de Moto2-klasse: 2013, 2014, 2015, 2016, 2017, 2018, 2019, 2020, 2021

### Klassering constructeur in het Wereldkampioenschap wegrace

#### Moto2
- 2011 – Tweede
- 2012 – Tweede
- 2013 – Wereldkampioen
- 2014 – Wereldkampioen
- 2015 – Wereldkampioen
- 2016 – Wereldkampioen
- 2017 – Wereldkampioen
- 2018 – Wereldkampioen
- 2019 – Wereldkampioen
- 2020 – Wereldkampioen
- 2021 – Wereldkampioen

Met Pons als partner
- 2010 – Zevende
- 2011 – Zevende

Met Forward als partner
- 2014 – Zesde

#### Moto3 (metKTMals partner)
- 2012 – Derde
- 2013 – Tweede
- 2014 – Vijfde